# Tschong-Aryk
Tschong-Aryk (kirgisisch Чоң-Арык, russisch Чон-Арык Tschon-Aryk) ist eine Siedlung städtischen Typs, die der Stadt Bischkek (Kirgisistan) unterstellt ist. Der Ort hat 11.022 Einwohner (Stand 2022).
Tschong-Aryk liegt im Süden Bischkeks. Das damalige Dorf erhielt 1988 den Status einer Siedlung städtischen Typs.

## Bevölkerung
| Jahr | Einwohner |
| ---- | --------- |
| 1970 | 06.197    |
| 1979 | 06.459    |
| 1989 | 06.226    |
| 1999 | 07.877    |
| 2009 | 09.717    |
| 2022 | 11.022    |